# Jacqueline Bhabha
Jacqueline Strimpel Bhabha (Bombay, 1951) es una académica y abogada británica de origen indio. Profesora de Derecho en la Harvard Law School, en la Cátedra Jeremiah Smith, Jr., y profesora de Política Pública en la Harvard Kennedy School.
Muchos de sus trabajos y práctica legal se centran en la ciudadanía y en los derechos humanos, particularmente los derechos de los refugiados y también el tráfico de seres humanos y el tráfico ilícito en general.

## Juventud y educación
Bhabha nació en Bombay en India en 1951. Sus padres eran judíos alemanes, que tuvieron que huir del nazismo en Alemania. Sus primeros años y la lucha de sus padres influyó en su trabajo sobre refugiados. Bhabha vivió en Bombay hasta los 10 años. En este momento su familia se mudó a Milán en Italia y dice que se convirtió en ‘la niña italiana’.
Tras vivir en Italia, se mudaron al Reino Unido y se matriculó en Bedales, un internado británico. Después, estudió en la Universidad de Oxford donde obtuvo el título en Filosofía y Psicología en 1973. Sus calificaciones fueron las más altas posibles en el sistema universitario británico. Recibió un premio a la excelencia académica de la Universidad de Oxford en 1973.
También en Oxford hizo una Maestría en Estudios Sociales en el Departamento de Política Social e Intervención de la Universidad de Oxford. Bhabha también recibió un premio por una beca universitaria en la Universidad de Oxford (St Anne’s College) por su excelente Tesis Doctoral en 1975: ‘Divided Families: UK Discrimination in Immigration and Nationality Law Against Asian Immigrants’. Más tarde se mudó a Londres y obtuvo un Doctorado en Derecho en el ‘College of Law’. Bhabha habla seis idiomas.

## Carrera profesional
Bhabha comenzó trabajando como abogada de derechos humanos en Londres y en el Tribunal Europeo de Derechos Humanos en Estrasburgo. Luego decidió ingresar a la Academia y junto a su esposo se mudó a los Estados Unidos, donde Bhabha ingresó en la Universidad de Chicago en 1994 como directora del programa de derechos humanos. 
Bhabha afirma que ella es ‘una activista de corazón’ y por eso siempre ha tomado un papel activo en los derechos humanos. En 2000 lanzó un programa llamado ‘Scholars at Risk’ (Eruditos en Riesgo). Este programa estaba destinado a ayudar los académicos de diferentes lugares del mundo que estaban siendo perseguidos para que encontraran un puesto seguro en una universidad estadounidense, generalmente por un periodo de un año.
En 2001 se mudó a la Universidad de Harvard, donde sigue trabajando. Bhabha es Directora de Investigación en el Centro Francois Bagnoud Xavier para la Salud y los Derechos Humanos en Harvard y Asesora Universitaria en Educación en Derechos Humanos para el Rector de la Universidad de Harvard. También es profesora de Política Pública en la Harvard Kennedy School. Bhabha es también miembro de la junta de la Red de Académicos en Riesgo, la Fundación para la Paz Mundial y el Journal of Refugee Studies.
La Harvard Kennedy School reconoce sus áreas de especialización como: Educación, Capitación y Trabajo, Género, Raza e Identidad, Derechos Humanos y Equidad y Justicia. Bhabha es fundadora del Alba Collective, una ONG internacional de mujeres que trabaja con mujeres y niñas rurales en países en desarrollo para mejorar la seguridad financiera y los derechos de los jóvenes.
Sus principales intereses de investigación son los derechos humanos, el derecho internacional, la migración transnacional, la protección de refugiados, la trata de personas, lose derechos del niño, la adopción transnacional, los niños en guerra; los niños soldados, el empoderamiento y agencia adolescente, los métodos de investigación participativa basados en la comunidad, el derecho comunitario europeo y derecho europeo y las cuestiones relacionadas con el género y la no discriminación.

### Enseñanza
En la Universidad de Harvard Bhabha ha impartido cursos en:
‘Human Rights Dilemmas in Child Protection’
- Revisa la teoría y la literatura relacionadas con la protección infantil y los derechos humanos internacionales. Discute en profundidad los estudios de casos que cubren aspectos centrales de la protección infantil: trabajo infantil, trata de niños, niños soldados y persecución infantil.[11]

‘Childhood, Adolescence, Youth and International Human Rights’ 
- Explora estrategias legales y de otro tipo para comprender y promover los derechos humanos de los niños, adolescentes y jóvenes a nivel mundial.[11]

‘Human Rights in Peace and War’ 
- Aborda cuestiones claves en la teoría y practica contemporánea de los derechos humanos a través de individuos y grupos desplazados, privados de sus derechos y amenazados.[11]
- Explora preguntas como: quién es un refugiado, qué es el tráfico, cuándo está justificada la deportación, qué protecciones tienen los civiles en situaciones de conflicto y cuáles son los principales crímenes de atrocidad y guerra.[11]

‘Protecting the Human Rights of Vulnerable Populations’ 
- Introduce a los estudiantes en algunas de las principales leyes y mecanismos de derechos humanos para implementarlos y explora la distinción entre humanitarismo y derechos humanos.[11]
- Se enfoca en poblaciones vulnerables en Turquía: migrantes y refugiados, poblaciones minoritarias (incluidos kurdos y armenios), la comunidad LGBT.[11]

Bhabha afirma que ‘la educación es un bien social fundamental’ y cree que existe la obligación de asegurar que la educación sea disponible para todas las personas. En 2019-2020 participó en la oferta de cursos gratuitos en línea para ampliar la educación con la Universidad de Harvard. Su curso está disponible para acceso gratuito en línea y se llama ‘Protección infantil: derechos del niño en la teoría y la práctica’. En este curso enseña a los estudiantes como proteger a los niños de la violencia, la explotación y el abandono a través de la ley, la política y la práctica en un marco de derechos humanos. Dirigido por Bhabha, el curso explora las causas y consecuencias de las fallas de protección infantil. Se alienta a los estudiantes a considerar las estrategias, las leyes internacionales, los estándares y los recursos existentes para proteger a todos los niños. El curso enseña como vincular los marcos legales y los enfoques de los derechos del niño con el trabajo de los formuladores de políticas, abogados, trabajadores de la salud, educadores, agentes del orden y trabajadores sociales. Ayuda a los estudiantes comprender como pueden garantizar la protección de los niños y aplicar estrategias de protección infantil a su propio trabajo. Su objetivo es difundir su trabajo y aumentar la conciencia sobre los problemas que aborda y de ahí que ofrezca sus conocimientos en este curso de forma gratuita.

### Derechos de los niños
El objetivo de su trabajo legal es tratar de ampliar el derecho internacional de los refugiados para abarcar la persecución de los niños. Ha afirmado que las leyes fueron ‘hechas por adultos para adultos’. Bhabha cuenta que la acosa el recuerdo de un orfanato en India, donde vio a niños que habían sido heridos por sus padres para conseguir que lograsen más dinero como mendigos. Por razones como esta, gran parte de su trabajo se centra en los derechos del niño. 

Bhabha también ha sido crítica con la administración de Trump y ha hablado sobre los impactos de las políticas de esta administración con respecto a refugiados y sobre los problemas acaecidos en la frontera entre México y los Estados Unidos. Tras la orden del juez Dana M Sabraw de reunir los niños con sus padres, Trump rescindió la política de separarlos y detenerlos en la frontera. Bhabha critica la forma ‘asistemática’ del cambio y que no permite establecer un sistema claro y confiable para rastrear a los niños migrantes. Esta política dificulta el proceso de reunirlos con sus padres y constituye la base de una de sus preocupaciones con respecto a los niños refugiados. El impacto de esta separación en los niños puede ser extremadamente perjudicial y que es una gran preocupación desde el punto de vista de los derechos humanos. Considera que la política de separación es una reflexión de ‘los capítulos más oscuros de la historia de los Estados Unidos’ y denuncia el uso de la administración Trump de un lenguaje despectivo en relación con los migrantes como ‘aterrador’ e ‘indicativo de atrocidades’ como genocidio. En relación con la política de migración, dice que
‘un objetivo clave en la reforma de la política de migración debería ser el cruce de fronteras más seguro y legal para niños y jóvenes y más tolerancia, justicia y oportunidades equitativas para su educación. Necesitamos crear oportunidades para estos jóvenes, para que algún día nos ayuden a restablecer la brújula para un futuro más tolerante, inclusivo y progresivo.’
Bhabha ha trabajado sobre los derechos de los niños migrantes en Europa, y en un informe en el que fue coautora con Vasileia Digidki, habla sobre la explotación sexual de niños migrantes, centrándose en Grecia. Describe las condiciones en los campos de refugiados superpoblados y como los hombres se aprovechan de los niños y como a veces a los niños mayores se les permite salir de los campos para ejercer la prostitución. Bhabha no culpa al gobierno griego, pero si dice que ‘por el momento, nadie está a cargo. No es problema de nadie, no está en el escritorio de nadie.’ Considera que la situación es probablemente similar en otros países como Italia y Serbia.
Grecia ha sido una de las naciones que ha tenido que soportar la mayor parte de la crisis de refugiados, exacerbado por los problemas económicos de la nación después de la crisis financiera. Bhabha dice que la información en el informe es ‘solo la punta del iceberg’ y que el objetivo del informe es alentar al gobierno griego y otros gobiernos a identificar el problema y, en consecuencia, iniciar investigaciones y soluciones multinacionales, pero Bhabha identifica también que ‘no hay una solución rápida’.
En 2002 recibió un premio de Heartland Alliance for Human Needs and Human Rights por su contribución individual a los derechos humanos.
Su investigación actual se centra en adolescentes en riesgo de violencia, exclusión social o discriminación. Participa activamente en varios proyectos de investigación en India, examinando los factores que impulsan el acceso de las niñas de casta baja de familias analfabetas a la educación superior, y que transforman las normas de género entre niños y adolescentes. Trabajó en temas similares dentro de la comunidad romaní en Europa.

## Vida privada
Bhabha se casó con Homi Bhabha, un académico, un teórico crítico y el profesor Rothenberg de literatura e idioma inglés y estadounidense en la Universidad de Harvard, a quien conoció durante su tiempo en la Universidad de Oxford. Tienen 3 hijos; Leah Bhabha, Ishan Bhabha y Satya Bhabha.
Bhabha disfruta jugando tenis y nadando.

## Publicaciones

### Libros[17]
- Bhabha J ed. Research Handbook on Child Migration (Edward Elgar; 2018)
- Can we Solve the Migration Crisis? (Polity 2018)
- Bhabha J, Mirga A, Matache M ed. Realizing Roma Rights (University of Pennsylvania Press; 2017).
- Child Migration and Human Rights in a Global Age (Princeton University Press; 2014).
- Bhabha J ed. Human Rights and Adolescence (University of Pennsylvania Press; 2014).
- Bhabha J, ed. Coming of Age: Reframing the Approach to Adolescent Rights. Philadelphia, PA: UPenn Press, 2014.
- Bhabha J. Child Migration and Human Rights in a Global Age. Princeton, NJ: Princeton University Press, 2014
- Bhabha J, ed. Children Without a State: A Global Human Rights Challenge. Cambridge, MA: MIT Press, 2011.
- Bhabha J, Crock M. Seeking Asylum Alone: Unaccompanied and Separated Children and Refugee Protection: A Comparative Study of Laws, Policy and Practice in Australia, The United Kingdom and the United States of America. Sydney, Australia: Themis Press, 2007.
- Bhabha J, Schmidt S. Seeking Asylum Alone: Unaccompanied and Separated Children and Refugee Protection in the United States. Cambridge, MA: President and Fellows of Harvard College, 2006.
- Bhabha J, Finch N. Seeking Asylum Alone: Unaccompanied and Separated Children and Refugee Protection in the United Kingdom. Cambridge, MA: President and Fellows of Harvard College, 2006.
- Children Without a State: A Global Human Rights Challenge (MIT University Press; 2011).

### Capítulos de libros
- Bhabha J, Schmidt S. “From Kafka to Wilberforce: Is the U.S. Government’s Approach to Child Migrants Improving?” In: Bolzman C, Jovelin E, Montgomery C, eds. Les Mineurs Isoles En Europe Et En Amerique Du Nord Trajectoires Migratoires Et Accompagenement Social. Paris, France: L’Harmattan, 2010.

- Bhabha J. “Too Much Disappointing: The Quest for Protection by unaccompanied migrant Children Outside Europe.” In: Kanics J, Senovilla Hernández D, Touzenis K, eds. Migrating Alone: Unaccompanied and Separated Children’s Migration to Europe. Paris, France: UNESCO Publishing, 2010.Bhabha J. “Immigration and Children: Legal and Public Policy Perspectives.” In: Shweder R, ed. The Chicago Companion to the Child. Chicago, Illinois: Chicago University Press, 2009.
- Bhabha J. “The “mere fortuity of birth?”: Children, Borders, and the Right to Citizenship.” In Benhabib S, Resnick J, eds. Migrations and Mobilities: Citizenship, Borders, and Gender. New York, NY: NYU Press, 2009.
- Bhabha J. “Gendered Chattels: Imported Child Labour and the Response to Child Trafficking.” In: Rajasekhar M, ed. Child Labour: Global Perspectives. Hyderabad, India: ICFAI University Press, 2007.
- Bhabha J. “Un Vide Juridique? – Migrant Children: The Rights and Wrongs.” In: Bellamy C, Zermatten J, eds. Realizing the Rights of the Child. Zurich, Switzerland: Rüffer and Rub, 2007.
- Bhabha J. “Border rights and rites: Generalisations, stereotypes and gendered migration.” In: van Walsum S, Spijkerboer T, eds. Women and Immigration Law: New Variations on Classical Feminist Themes. Oxon, UK: Routledge, 2006.
- Bhabha J. “Rights Spillovers: The Impact of Migration in the Legal System of Western States.” In: Guild E, van Selm J, eds. International Migration and Security: Immigrants as an Asset or Threat? Oxon, UK: Routledge, 2005

### Revistas
- Bhabha J. “Arendt’s Children: Do Today’s Migrant Children Have a Right to Have Rights?” Human Rights Quarterly 2009; 13:410-451.
- Bhabha J. ““Not a Sack of Potatoes”: Moving and Removing Children Across Borders.” Boston University Public Interest Law Journal 2006; 15(2):197-217.
- Bhabha J. “The Child – What Sort of Human?” PMLA 2006; 121(5):1526-1535.
- Bhabha J. “The Mere Fortuity of Birth: Are Children Citizens?” Differences: A Journal of Feminist Cultural Studies 2004; 15(2):91-117.
- Bhabha J. “Demography and Rights: Women, Children and Access to Asylum.” International Journal of Refugee Law 2004; 16(2):227-243.
- Bhabha J. “Seeking Asylum Alone: Treatment of Separated and Trafficked Children in Need of Refugee Protection.” International Migration 2004; 42(1):141-148.
- Bhabha J. “Moving Babies: Globalization, Markets and Transnational Adoption.” Fletcher Forum of World Affairs 2004;28(2):181-198.
- Bhabha J. “The Citizenship Deficit: On Being a Citizen Child.” Development 2003; 46(3):53-59.
- Bhabha J. “More than their Share of Sorrows: International Migration Law and the Rights of Children.” Public Law Review 2003; 22(2):253.
- Bhabha J. “Internationalist Gatekeepers? The Tension between Asylum Advocacy and Human Rights.” Harvard Human Rights Journal 2002; 15:155-181.
- Bhabha J. “Inconsistent State Intervention and Separated Child Asylum-Seekers.” European Journal of Migration and Law 2001; 3(3/4):283-314.